# Gare de La Grande-Paroisse
La gare de La Grande-Paroisse est une halte ferroviaire française de la ligne de Corbeil-Essonnes à Montereau, située sur le territoire de la commune de La Grande-Paroisse, dans le département de Seine-et-Marne, en région Île-de-France.
C'est une halte Société nationale des chemins de fer français (SNCF), desservie par les trains de la ligne R du Transilien.

## Situation ferroviaire
La halte de La Grande-Paroisse est située au point kilométrique 89,573 de la ligne de Corbeil-Essonnes à Montereau.

## Histoire

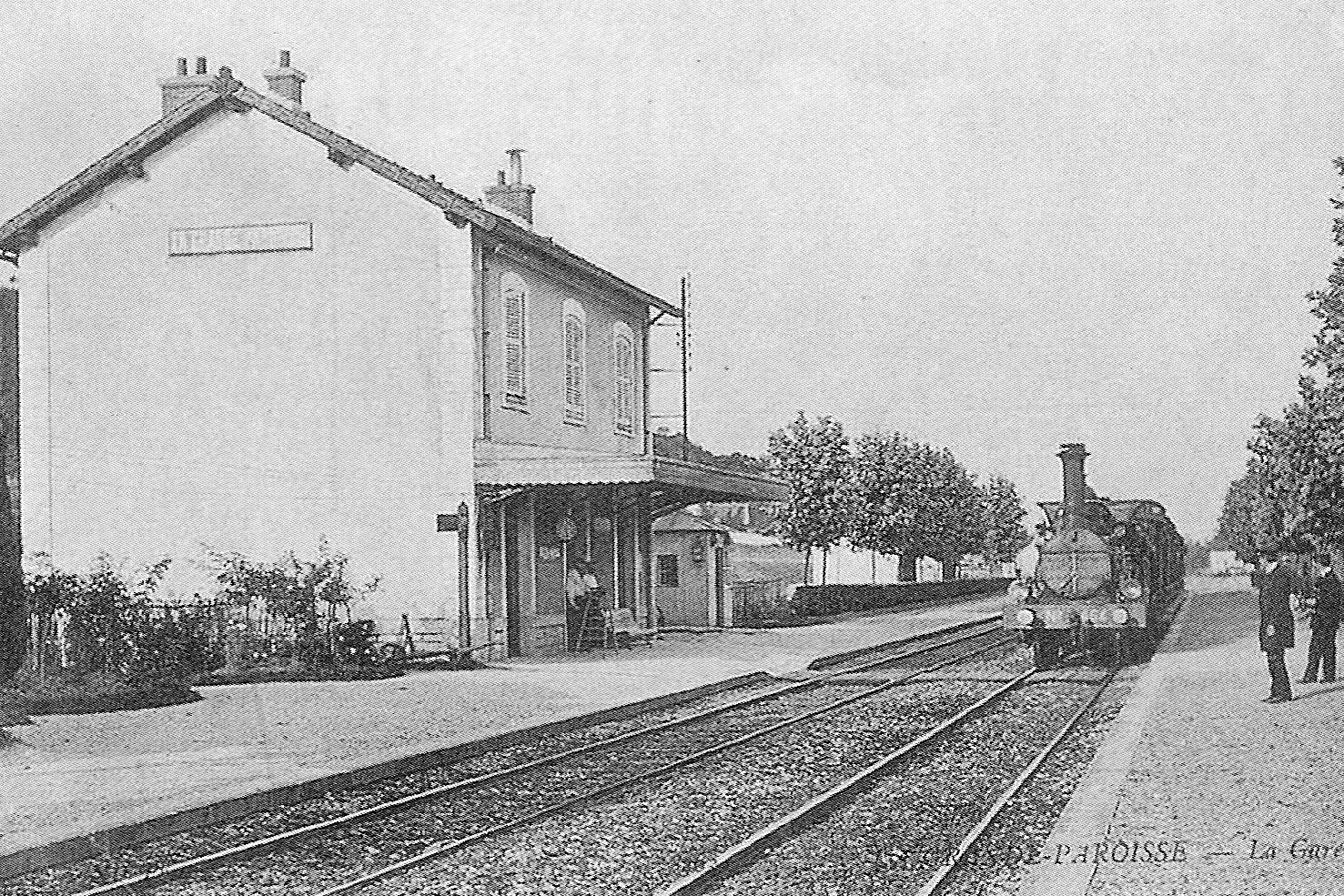
Vue de l'intérieur de la gare au début du XXe siècle.

En 2017, la SNCF estime la fréquentation annuelle de cette gare à 54 182 voyageurs, contre 54 011 en 2016.

## Service des voyageurs

### Accueil

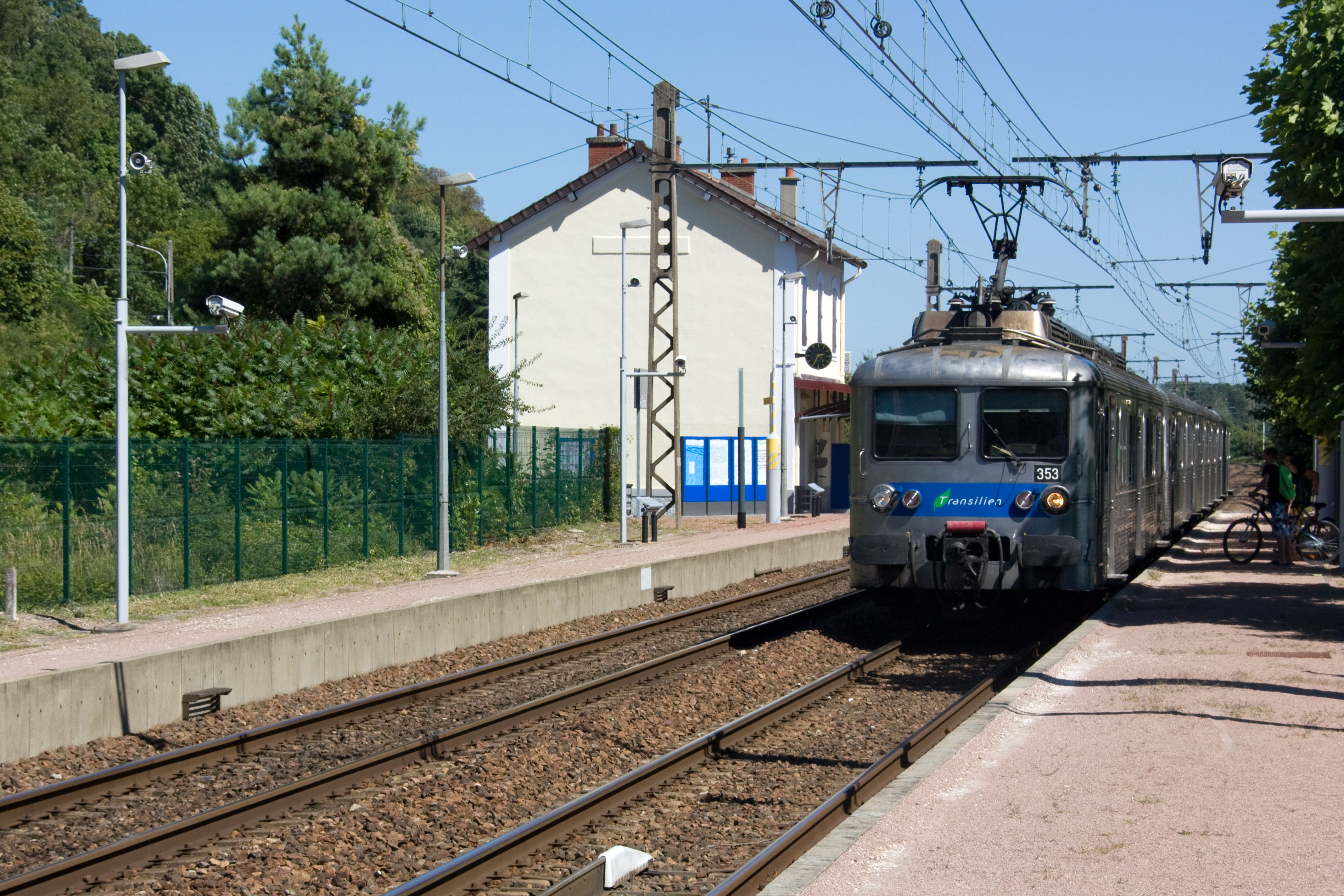
À gauche : la voie 1 en direction de Montereau, à droite : la voie 2 en direction de Melun.

La gare possède un bâtiment voyageurs qui est actuellement fermé. Aucun service commercial n'y est assuré.
Le passage d'un quai à l'autre s'effectue par la traversée directe des voies au moyen d'un passage piéton planchéié prévu à cet effet. Lorsqu'un train approche, des signaux rouges clignotants interdisent la traversée.

### Desserte
La halte est desservie par les trains omnibus de la ligne R du Transilien circulant entre Melun et Montereau.

### Fréquentation
De 2015 à 2023, selon les estimations de la SNCF, la fréquentation annuelle de la gare s'élève aux nombres indiqués dans le tableau ci-dessous.
| Année     | 2015   | 2016   | 2017   | 2018   | 2019   | 2020   | 2021   | 2022   | 2023   |
| --------- | ------ | ------ | ------ | ------ | ------ | ------ | ------ | ------ | ------ |
| Voyageurs | 63 652 | 64 845 | 65 992 | 66 702 | 66 342 | 32 594 | 40 100 | 54 790 | 89 343 |

### Intermodalité
La gare est également desservie par la ligne 3305 du réseau de bus Pays de Montereau.